# San José de Guanipa
San José de Guanipa – miasto w Wenezueli, w stanie Anzoátegui, siedziba gminy San José de Guanipa.
Według danych szacunkowych na rok 2010 liczy 108 945 mieszkańców..